# 볼 주립 대학교
볼 주립 대학교(Ball State University)는 미국의 인디애나주립 종합대학이다.

## 같이 보기
- 인디애나주의 대학 목록